# Central clasificadora de Correos de Chile
La central clasificadora de Correos de Chile es un edificio ubicado en la calle Exposición, en la comuna de Estación Central, ciudad de Santiago, Chile.

## Historia
El proyecto fue anunciado por primera vez en 1965, como parte de los planes de modernización del Servicio de Correos y Telégrafos. El inmueble de seis pisos y dos subterráneos fue diseñado por Boris Guiñeman en 1970, por encargo del Ministerio de Obras Públicas, para servir como centro de clasificación y distribución de Correos de Chile, emplazado en un lugar estratégico, a un costado de la Estación Central de Santiago. El traspaso del terreno —perteneciente a la Empresa de los Ferrocarriles del Estado— al Servicio de Correos y Telégrafos ocurrió mediante la Ley 17272 del 31 de diciembre de 1969.
La construcción de la central clasificadora se inició el 17 de mayo de 1971. El edificio, inaugurado en 1974, de estilo moderno y construido en hormigón con terminación en bruto, comprende un único volumen rectangular. En su interior se encuentran diez pilares, que dejan una planta libre al interior. Las obras de edificación estuvieron a cargo de la Constructora Raúl del Río y el cálculo estructural fue realizado por Arze, Benrath, Recine Ingenieros.
En el año 2020 Correos de Chile anunció la venta del edificio por la necesidad de una sede que presente mejor conectividad. En octubre de 2021 se informó que la licitación por el inmueble fue declarada desierta y Correos anunció que sería vendido de manera directa a la Empresa de los Ferrocarriles del Estado (EFE).
En diciembre de 2022 EFE anunció un concurso de arquitectura para la rehabilitación del edificio a fin de convertirse en el nuevo edificio corporativo de la empresa ferroviaria estatal, y en mayo de 2023 se anunció que el primer lugar fue obtenido por el proyecto desarrollado por las oficinas de arquitectura Umwelt, Landmrx y Productora.